# Морські гриби

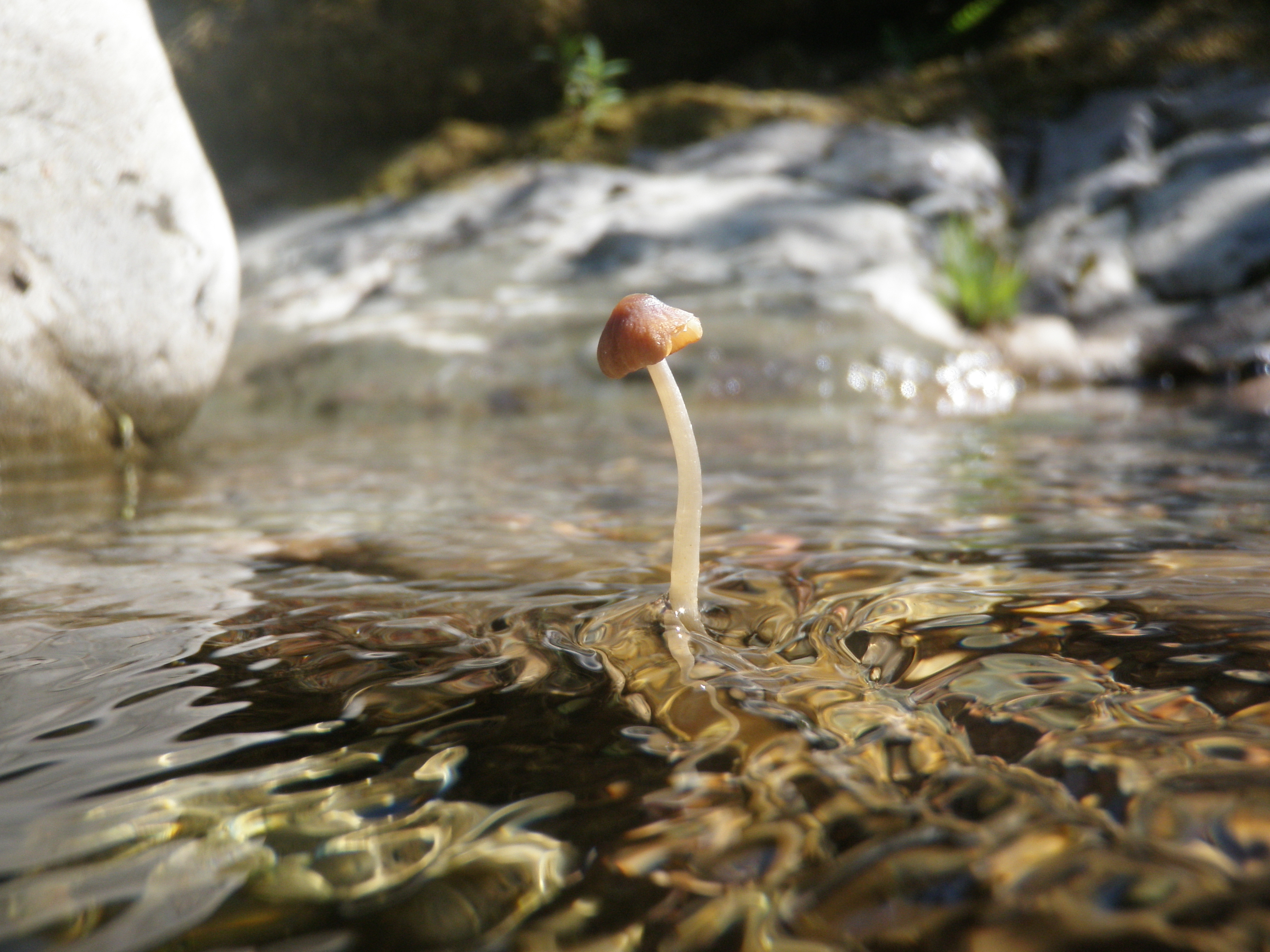
Psathyrella aquatica

Морські гриби — гриби, що зростають у воді, або на ґрунті у зоні прибою. Морські гриби мешкають також на морському дні, де вони становлять важливу частину морських екосистем. Дослідження ДНК показують, що гриби, імовірно, є найбільш численними одноклітинними організмами морського дна. Гриби виявлені навіть у солоному Мертвому морі (Gymnascella marismortui).

## Історія

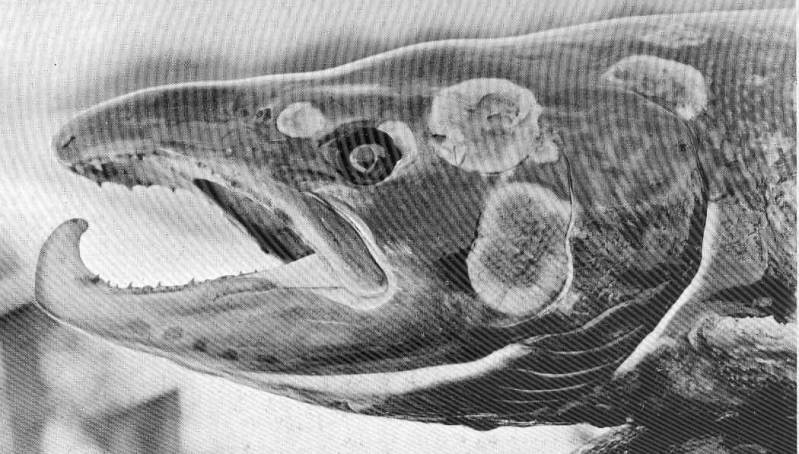
Лосось із грибковим захворюванням

У німецькомовних країнах першим вченим у цій галузі став Карстен Шауманн, який в 1969 році повідомив про «вищих морських грибах, що мешкають на деревних субстратах острова Гельголанд в Північному морі». У своїй роботі Шауманн описав 26 видів вищих морських грибів, більшість яких були новими. Серед них було 18 аскоміцетів і 8 дейтероміцетів. Невдовзі було описано 450 видів морських грибів, з них, зокрема, 7 родів і 10 видів базидіоміцетів, а також 177 родів і 360 видів аскоміцетів. Станом на 2016 рік виявлено 1370 видів морських грибів, з них 979 аскоміцетів, 56 базидиоміцетів, 40 хітридіоміцетів та інших невизначених таксонів.
Пластинчастий базидіоміцет Psathyrella aquatica став першим відомим науці грибом, який утворює у воді плодові тіла. Він живе на півметровій глибині у верхній течії річки Роуг в штаті Орегон (США). Гриб був виявлений в 2005 році, а в 2010 році отримав науковий опис.

## Походження
Багато вчених сьогодні вважають, що гриби спочатку з'явилися в морі. Проте треба розрізняти первинно морські і вторинно морські види. Перші в ході еволюції не залишали морське середовище, у той час як другі вийшли з моря на суходіл, але потім знову повернулися в море. 